# Wężyki
Wężyki – wieś w Polsce położona w województwie mazowieckim, w powiecie sochaczewskim, w gminie Rybno. Ma status sołectwa.
| SIMC    | Nazwa          | Rodzaj    |
| ------- | -------------- | --------- |
| 0737048 | Nowe Wężyki    | część wsi |
| 0737054 | Stare Wężyki   | część wsi |
| 0737060 | Wężyki-Flanca  | część wsi |
| 0737077 | Wężyki-Parcela | część wsi |

W latach 1975–1998 miejscowość administracyjnie należała do województwa skierniewickiego.
Sołectwo 31 grudnia 2013 roku liczyło 268 mieszkańców.